# Pseudomasaris coquilletti
Pseudomasaris coquilletti är en stekelart som beskrevs av Sievert Allen Rohwer 1911. Pseudomasaris coquilletti ingår i släktet Pseudomasaris och familjen Masaridae. Inga underarter finns listade i Catalogue of Life.